# Штудемунд, Вильгельм
Вильгельм Штудемунд (нем. Wilhelm Studemund; 3 июля 1843, Штеттин — 8 августа 1889, Бреслау) — германский филолог-классик, преподаватель, научный писатель.
Родился в семье купца. Среднее образование получил в реальной школе и Мариештифтской гимназии. После получения в 1860 году аттестата зрелости поступил в Берлинский университет изучать классическую филологию, специализируясь на Древнем Риме. После трёх семестров обучения там перешёл в Университет Галле, в семестре 1862—1863 учебного года возвратился на время в Берлин, где слушал лекции по истории и философии. Докторскую степень за диссертацию «De canticis Plautinis» получил 4 февраля 1864 года; в данном исследовании, согласно ЭСБЕ, «обнаружил значительную самостоятельность». На дальнейший ход его занятий оказали влияние лекции Теодора Бергка, у которого он учился в Галле. Крайне трудный и спорный вопрос, выбранный для диссертации, и не совсем одобрительное отношение к ней факультета вынудили Штудемунда обратиться к изучению знаменитого миланского палимпсеста Плавта, с целью чего, сдав экзамен 30 июля 1864 года, он отправился в многолетнюю поездку в Италию для изучения латинских рукописей в различных её библиотеках. Его работа шла там столь успешно, что в 1866 году Теодор Моммзен от имени Берлинской академии наук предложил Штудемунду сличить веронский палимпсест юриста Гая, чем тот и занимался в 1867—1868 годах; впоследствии — в 1874 году — за эту работу он получил звание почётного доктора юридического факультета Грайфсвальдского университета. В 1868—1872 годах, начав научно-педагогическую деятельность, преподавал в звании профессора в университетах Вюрцбурга и Грайфсвальда. Как палеограф он пользовался столь высокой репутацией, что в 1868 году был утверждён в Вюрцбурге экстраординарным профессором без габилитации; к чтению лекций он приступил с осени 1868 года и уже в апреле 1869 года получил звание ординарного профессора. В Грайфсвальдский университет перешёл в марте 1870 года.
Два года спустя, в марте 1872 года, перешёл в недавно (на тот момент) созданный Страсбургский университет кайзера Вильгельма, где на него, помимо его непосредственных обязанностей, была возложена трудная задача организации дела среднего и высшего образования в Эльзасе и Лотарингии в период сразу после войны 1870 года. Он справился с этим поручением столь успешно, что непосредственно затем люксембургское и бельгийское правительства предложили ему участвовать в реорганизации их школьного дела. В Страсбурге Штудемунд был руководителем филологического семинара и руководил написанием множества диссертаций, продолжая одновременно обрабатывать результаты своей работы в итальянских библиотеках. Параллельно участвовал в составлении программ для испытаний кандидатов в учителя и содействовал признанию прусским правительством баденских учительских сертификатов. В 1877 году отверг предложение стать профессором в Гейдельбергском университете. Работа в учительской аттестационной комиссии сблизила Штудемунда с наместником Эльзаса и Лотарингии Мантейфелем, который скоро оценил профессора и стал советоваться с ним по разным вопросам и помимо школьного дела. Близость его к наместнику вызвала зависть и недоброжелательство многих из коллег Штудемунда по университету, и они стали приписывать его влиянию некоторые неудачные распоряжения Мантейфеля, особенно в делах церковной политики. Чувствуя себя одиноким среди коллег, Штудемунд задумал уйти из Страсбурга; смерть Мантейфеля (1885) только ускорила это решение, и в том же 1885 году Штудемунд занял кафедру в Бреслау.
В Бреслау Штудемунд продолжил активную научно-литературную деятельность, однако не сошёлся со многими коллегами из-за своего темперамента. В университете он проработал четыре года в качестве содиректора филологического семинара, куратора студенческой библиотеки, профессора риторики. Осенью 1888 года тяжело заболел и перенес несколько операций. Когда весной 1889 года стало ясно, что его болезнь неизлечима, он отправился для дальнейшего лечения в Берлин, где также занялся завершением недописанных трудов. К этому времени был назначен тайным советником и членом-корреспондентом Прусской академии наук. К 25-летию его научной деятельности в степени доктора его коллегами и бывшими учениками был подготовлен юбилейный сборник.
Результаты своих итальянских исследований Штудемунд обнародовал в ряде мелких статей (особенно относительно Плавта: например, «De actae Stichi Plautinae tempore», 1877, и «Die Fragmente der Plautinischen Vidularia», 1882) и завершил их критическими изданиями (совместно с Паулем Крюгером) воспроизведения кодекса и текста Гая, над которым работал в конце 1860-х годов (1874, 1877 и 1884, 5-е издание вышло в 1905 году) и точной копии палимпсеста Плавта («Т. Macei Plauti fabularum reliquiae Ambrosianae», 1889; в 1890 году выпущена под редакцией Оскара Сейфферта). Эта последняя работа, вышедшая уже после смерти Штудемунда, стоила автору 25 лет упорного труда; во время работы над ней он почти потерял зрение. На изучении палимпсестов основаны также изданные вместе с Моммзеном (1873) «Analecta Liviana, epistola critica ad Rudolfum Klussmann» (1874, о тексте Фронтона) и «De Senecae tragoediarum fragmentis rescriptis Ambrosianis» (в издании Сенеки Лео, 1879). Во время преподавания в университете Бреслау написал ряд исследований преимущественно в области истории греческой комедии, метрики и музыки, группировавшихся около изданного им сборника «Anecdota varia Graeca musica, metrica, grammatica» (1886), как, например «Duo tractatus de comoedia» (1887); «Pseudo-Plutarchus de metris» (1887); «Tractatus Harleianus qui dicitur de metris» (1887); «Pseudo-Castoris excerpta rhetorica» (1888); «Damocratis poetae medici fragmenta selecta» (1888) и так далее. Крайне внимательно и сердечно относился к работам своих учеников; так, в написанных под его руководством диссертациях всегда проверял все цитаты.